# Lizzie Doten
Lizzie Doten (Plymouth, 1 de abril de 1829 – Brookline, 15 de enero de 1913) fue una poeta y espiritista estadounidense, que se consideraba una médium a través de la cual los espíritus de reconocidos escritores ya fallecidos como William Shakespeare, Robert Burns, Edgar Allan Poe o Felicia Hemans le dictaban sus versos.

## Trayectoria
Contemporánea de Emily Dickinson, Doten escribía desde adolescente y puede que recibiera algún tipo de educación, aunque, según cuenta en los prólogos de sus libros, fue esencialmente autodidacta. Desde la adolescencia, fue económicamente independiente trabajando como médium en las dos décadas anteriores a la Guerra de Secesión estadounidense.

Declaró que la mayoría de sus poemas habían sido escritos por ella bajo la "influencia directa del espíritu" de escritores como William Shakespeare, Robert Burns, Edgar Allan Poe o Felicia Hemans. Para Doten, la poesía que producía era el resultado de la comunicación entre el espíritu de un poeta y ella como médium, y que era un esfuerzo conjunto, que implicaba inspiración particular y general. Doten explicaba así el proceso sobre cómo "recibía" la conexión para escribir:
“Estas conexiones no ocurrían como un relámpago, que surge sin previo aviso y se desvanece sin dejar rastro. Varios días antes de que ocurrieran, yo recibía indicios de sus llegadas. A menudo, y en particular bajo la influencia de Poe, me despertaba en la noche de un profundo sueño, y los fragmentos desprendidos de los poemas flotaban en mi mente”.
Se publicaron dos libros con sus poemas: Poems from the Inner Life (1864) y Poems of Progress (1882). Doten había recitado parte de su obra en público antes de su publicación, y afirmó haberlos declamado en alguna ocasión bajo la influencia directa de Poe. Llegó a decir que: 
“Debido a mis tendencias poéticas naturales, atraigo la influencia de almas similares, y cuando yo lo deseo o cuando ellas tienen la voluntad de hacerlo proyectan sus peculiares inspiraciones sobre mí, y yo les doy expresión de acuerdo con mis capacidades”.
En la época en la que vivió Doten, las mujeres no eran respetadas o reconocidas como autoras, y muchas optaban por escribir con seudónimos masculinos. Esta dificultad, no impidió que Doten reivindicara la autoría de su obra aunque la compartía parcialmente con "los espíritus". Pese a vivir en esta sociedad machista, sus conferencias y escritos abordan diversos temas relacionados con los derechos de la mujer, especialmente la desigualdad económica y el doble rasero de moralidad para juzgar a hombres y mujeres. Hubo otras muchas autoras en esa época que optaron por mezclar creación literaria, feminismo y espiritismo para poder desarrollar su faceta creativa. Por ejemplo, la escritora Cora L. V. Scott, la periodista Mary Livermore, la espiritista Achsa W. Sprague, la filósofa Annie Besant o la actriz Florence Farr.
En 1885, con 56 años, Doten se retiró de la vida pública. Dejó de escribir, de dar conferencias y de ejercer de médium porque, según decía, ya no podía distinguir entre “el dictado de los espíritus masculinos y el de su intelecto”.
Sus libros de poemas más famosos fueron Poems from the Inner Life (1864) y Poems of Progress (1871), aunque publicó varios libros y antologías. En 2018, más de 150 años después de su publicación original, la editorial WunderKammer decidió traducir a castellano por primera vez su libro más famoso Poems from the Inner Life, en el que se recopilaban poemas "inspirados" por los espíritus, y en el que Doten expone sus ideas sobre los misterios, la piedad y su experiencia como médium. Poemas de la vida interior fue traducido por Miguel Cisneros y Manuel Barea, e incluye los textos originales de 1864.

## Obra
- 1864 – Poemas de la vida interior. Editorial WunderKammer. Gerona. Traducción de Miguel Cisneros y Manuel Barea. ISBN 978-84-945879-5-5.[13][12]
- 1871 – Poems of Progress. William White & Co. Boston.[14]